# Diogo de Macedo
Diogo Cândido de Macedo (Vila Nova de Gaia, 22 de noviembre de 1889 - Lisboa, 19 de febrero de 1959) fue un escultor, museólogo y escritor portugués

## Datos biográficos
Diogo de Macedo se matriculó en la Academia Portuense de Belas Artes en 1902. Acabó o los cursos en 1911 y partió para París donde asistió a las Academias de Montparnasse y a la  Escuela de Bellas Artes. 
En 1914, Diogo de Macedo regresó a Portugal y realizó exposiciones en  Oporto y en  Lisboa. Entre ellas aquella que presentó en 1915 , junto a Aarão de Lacerda, João Lebre e Lima y Nuno Simões en Oporto . Ésta fue acompañada de un programa paralelo de conferencias y veladas musicales.  En marzo de 1919, se casó con Anna Sotto Mayor en la ciudad de Oporto, realizando sucesivas exposiciones y viajando por Francia e Italia.
En 1941, Diogo de Macedo enviudó y renunció a la  escultura. Tres años más tarde fue nombrado director del Museu Nacional de Arte Contemporânea.
En 1946 artista se casó, en segundas nupcias, con Eva Botelho Arruda y durante el año siguiente realizó conferencias sobre Soares dos Reis. Durante 1948 hizo un viaje a África y realizó una exposición itinerante sobre Arte Moderno en Angola y Mozambique.
Diogo de Macedo visitó el Brasil en 1950, donde realiza conferencias sobre Soares dos Reis. 
En 1953 publica Columbano y, en 1958, Machado de Castro. Diogo de Macedo tuvo una participación literaria en Monografias de Arte, así como en la primera y segunda series de la colectiva Museum.
Una escuela en Vila Nova de Gaia fue llamada Diogo de Macedo en su honor.

## Obras
Entre las mejores y más conocidas obras de Diogo de Macedo se incluyen las siguientes:

### Escultura
Esculpió, entre otros, los bustos de Antero de Quental (1929), de Sara Afonso (1927), de António Botto (1928) y de Mário Eloy (1932), así como algunas de las estatuas para la Fuente Monumental de la Alameda (1940-1942) - las "cariátides" de la misma fuente son obra de Maximiano Alves.

### Escritos
De su actividad como crítico de arte dejó un importante legado para la historia del panorama artístico portugués del siglo XX.